# Auchendinny
Auchendinny är en ort i Storbritannien.   Den ligger i kommunen Midlothian och riksdelen Skottland, i den centrala delen av landet, 500 km norr om huvudstaden London. Auchendinny ligger 153 meter över havet och antalet invånare är 325.
Terrängen runt Auchendinny är platt åt sydost, men åt nordväst är den kuperad.Runt Auchendinny är det ganska glesbefolkat, med 40 invånare per kvadratkilometer. Närmaste större samhälle är Edinburgh, 11,8 km norr om Auchendinny. Trakten runt Auchendinny består i huvudsak av gräsmarker.